# ألفرد هاوغ
ألفرد هاوغ (بالنرويجية البوكمول: Alfred Hauge)‏ هو صحفي وكاتب وشاعر نرويجي، ولد في 17 أكتوبر 1915 في Finnøy ‏ في النرويج، وتوفي في 31 أكتوبر 1986 في ستافانغر في النرويج.

## وصلات خارجية
- ألفرد هاوغ على موقع الموسوعة البريطانية (الإنجليزية)